# Jabal Nafusa
La Jàbal Nafussa (amazic: Adrar n Infusen; àrab: جبل نفوسة, jabal Nafūsa) és la zona muntanyosa de l'oest de Tripolitana, que rep el nom dels seus habitants amazics, els nafuses. La regió comença a l'oest d'al-Khuma cap a l'oest-sud-oest. La seva altura va entre 505 metres a Tarhuna a l'est, a 871 metres a Gharyan al centre-oest, passant per 725 metres a Kabu, a l'oest.
La comarca està dividida tradicionalment en quatre subcomarques: 
- Jàbal Nafussa propi entorn de Nalut
- Jàbal Yafran (Yefren)
- Jàbal Gharyan (al centre)
- Jàbal Tarhhuna-Msellata a l'est

El 1911 els italians van arribar a Líbia. La resistència als italians la va encapçalar Sulayman al-Baruni, un dirigent amazic del Jàbal Nafussa, representant de Tripolitana al parlament otomà; va constituir un emirat al Jàbal Nafussa i va resistir durant 1912 i quasi tot el 1913, quan finalment derrotat va fugir a Europa. La bandera de l'emirat no es coneix amb certesa, però hi ha algunes fotos de banderes otomanes amb vora negra i bandera dividida horitzontalment negre sobre vermell amb mitja lluna i estel blanca a la part negre (les puntes de la mitja lluna cap a la part superior) que serien les utilitzades el 1912-1913.
A l'inici de la I Guerra mundial la població del Jàbal Gharyan (el districte principal) s'estimava en 29.850 persones amb 15.000 amazics, 5000 barreja d'amazics i àrabs i la resta àrabs excepte 400 kulughlis (barreja de turcs amb àrabs o amazics) i 300 jueus. Els amazics i jueus eren sedentaris i els àrabs nòmades. Els amazics vivien en cases troglodites. La població va passar a 76.700 habitants el 1963 i només 17% eren nòmades. La població va augmentar ràpidament després de la trobada de petroli el 1961. Tot el territori tenia el 1988 uns 204.300 habitants. L'agricultura és limitada però prospera.